# محمد بوحيزب
محمد بوحيزب (1942 وهران) هو لاعب كرة قدم جزائري.

## روابط خارجية
- محمد بوحيزب على موقع ناشيونال فوتبول تيمز (الإنجليزية)